# Полок Пајнс (Калифорнија)
Полок Пајнс (енгл. Pollock Pines) насељено је место без административног статуса у америчкој савезној држави Калифорнија.

## Демографија
По попису из 2010. године број становника је 6.871, што је 2.143 (45,3%) становника више него 2000. године.
| Група             | 2000.         | 2010.         |
| Белци             | 4.266 (90,2%) | 5.798 (84,4%) |
| Афроамериканци    | 1 (0,0%)      | 18 (0,3%)     |
| Азијати           | 33 (0,7%)     | 56 (0,8%)     |
| Хиспаноамериканци | 248 (5,2%)    | 713 (10,4%)   |
| Укупно            | 4.728         | 6.871         |